# 2e régiment d'infanterie légère
Le 2e régiment d'infanterie légère (2e léger) est un régiment d'infanterie légère de l'armée française créé sous la Révolution à partir du bataillon de chasseurs royaux de Dauphiné, un régiment français d'Ancien Régime lui-même issu du régiment Royal-Italien créé en 1671.

En 1854, il est transformé et prend le nom de 77e régiment d'infanterie.

## Création et différentes dénominations
- 17 mars 1788 : formation des chasseurs royaux de Dauphiné à partir du 2e bataillon du régiment Royal-Italien
- 1791 : le bataillon de chasseurs royal de Dauphiné est renommé 2e bataillon de chasseurs.
- 1795 : devient la 2e demi-brigade légère de première formation
- 1796 : transformé en 2e demi-brigade légère de deuxième formation
- 1803 : la 2e demi-brigade légère est renommée 2e régiment d'infanterie légère.
- 12 mai 1814 : pendant la Première Restauration le régiment prend la dénomination de régiment léger de la Reine.
- 20 avril 1815 : pendant les Cent-Jours il reprend le nom de 2e régiment d'infanterie légère
- 16 juillet 1815 : comme l'ensemble de l'armée napoléonienne, il est licencié à la Seconde Restauration.
- 11 août 1815 : création de la légion des Basses-Alpes.
- 1820 : renommée 2e régiment d'infanterie légère.
- En 1854, l'infanterie légère est transformée, et ses régiments sont convertis en unités d'infanterie de ligne, prenant les numéros de 76 à 100. Le 2e régiment d'infanterie légère prend le nom de 77e régiment d'infanterie de ligne.

## Colonels / chefs de brigade
- 1788 : Jean Thévet de Lessert
- février 1792 : Jacques Louis François de Tilly de Prémont
- mars 1792 : Louis François Auguste Mazel du Goulot
- juin 1792 : Jean Joseph Félix de Martimprey de Romecourt
- 1794 : chef de brigade Jean Antoine Brun
- 1795 : chef de brigade Louis François Auguste Mazel du Goulot
- 1796 : chef de brigade Carrière
- 1796 : chef de brigade Desnoyers
- 1799 : Jean Schramm
- 1805 : Michel Brayer
- 1809 : Jean Joseph Merle
- 1811 : Antoine Rameaux
- 1813 : Alexis Verdun
- 1814 : Edmé Lepaige Dorsenne
- 1815 : Pierre Maigrot
- 1815 : Rodrigue Berton des Balbes de Crillon
- 1823 : Edwin Bonaventure Frescheville[1]
- 1830 : colonel Voilard
- 1833 : colonel Menne
- 1839 : colonel Changarnier
- 1840 : colonel Drolenvaux
- 1846 : colonel Uhrich
- 1846 : Honoré Armand Barthélemy
- 1854 : colonel Suau

## Historique des garnisons, combats et batailles du2eléger
Une ordonnance du 18 août 1784 donna lieu à la création de 12 bataillons de chasseurs à pied. Le but primitif de ces corps était d'être attachés aux chasseurs à cheval mais cette première organisation ne subsista que quatre ans. En 1788 on en forma des corps spéciaux qui devaient agir et s'administrer séparément. 

### Chasseurs royaux de Dauphiné (1788-1789)
Le bataillon de chasseurs royaux de Dauphiné, également appelé Royal Dauphiné, est formé et organisé à Besançon le 23 mai 1788 à partir du 2e bataillon du régiment Royal-Italien.

### Guerres de la Révolution et de l'Empire

#### Chasseurs royaux de Dauphiné (1789-1792)
Envoyé à Perpignan en 1789, il est en garnison à Romans-sur-Isère en 1790, en Comtat Venaissin lors de son incorporation à la France l'année suivante.

En 1791, le bataillon de chasseurs royal de Dauphiné est renommé 2e bataillon de Chasseurs.

#### 2ebataillon de Chasseurs (1792-1794)
Au début de 1792, il est cantonné à Orange puis à Vaisons en juillet de la même année. 

Affecté à l'armée des Alpes, il est envoyé au camp de Tournoux et participe à la conquête de la Savoie en passant par Le Pont-de-Beauvoisin, attaque, avec succès, les redoutes piémontaises élevées près de Chapareillan et aux Abîmes de Myans et marché sur Montmélian, qui ouvre ses portes le 23 septembre.
Profitant de soulèvement puis du siège de Lyon, le bataillon chargé de défendre le passage de Mongenèvre est attaqué par 5 000 hommes des forces piémontaises. Après avoir résisté toute une journée, il reçut l'ordre de retraite.
Le 13 septembre 1793, les troupes françaises, ayant reçu des renforts, reprennent l’offensive. Le 4 octobre, les 800 hommes du 2e bataillon de Chasseurs attaquent les postes de Bourg-Saint-Maurice faisant fuir les défenseurs.
Le 24 avril 1794, le bataillon attaque, sous les ordres du général Basdelaune la redoute du col du Petit-Saint-Bernard qui est prise au 4e assaut. 
Conformément aux lois du 21 février, du 12 août 1793 et au décret de la Convention du 17 nivôse an II (8 janvier 1794), on s'occupait de l'embrigadement des troupes de ligne avec les bataillons de volontaires.

#### 2edemi-brigade légère de première formation (1794-1796)
La 2e demi-brigade légère est formée en 1794, de l'amalgame :
- du 2e bataillon de chasseurs ci-devant Royal de Dauphiné
- du 9e bataillon de volontaires de l'Isère
- du 1er bataillon franc de la République.

#### 2edemi-brigade légère de deuxième formation (1796-1803)
En 1796, la 2e demi-brigade légère reçut une nouvelle dénomination, par suite d'un arrêté du Directoire exécutif, du 18 nivôse an IV (8 janvier 1796), qui avait prescrit le remaniement complet de tous les bataillons sur pied et leur fusion en 100 demi-brigades d'infanterie de ligne et 30 d'infanterie légère.
La 2e demi-brigade légère, celle qui venait de faire les campagnes de 1794 à 1796, eut au sort le no 12 des nouvelles demi-brigades légères.
La nouvelle 2e demi-brigade légère se trouva formée en 1796 et se composa de l'amalgame des anciennes :
- 21e demi-brigade légère de première formation (1er bataillon franc de Muller[Note 1] qui deviendra le 21e bataillon de chasseurs[Note 2], 10e bataillon des Fédérés Nationaux et 17e bataillon des Fédérés Nationaux),
- de la compagnie franche de Seine-et-Marne
- de la compagnie des éclaireurs de la 23e demi-brigade légère de seconde formation

#### 2erégiment d'infanterie légère (1803-1815)
Par décret du 1er vendémiaire an XII (24 septembre 1803) la 2e demi-brigade légère est renommée 2e régiment d'infanterie légère et est formé à 3 bataillons.
Le 2e léger fait les campagnes de l'an XII et de l'an XIII à l'armée de réserve des camps et sur la flottille de Boulogne, celles de l'an XIV et de 1806 au 5e corps de la Grande Armée, celle de 1807 au corps d'armée de Réserve et au  corps d'observation de la Gironde, celle de 1808 à l'armée de Portugal et au corps de réserve de l'armée d'Espagne, celles de 1809 à l'armée d'Espagne, celles de 1810 et de 1811 aux armées d'Espagne et de Portugal, celle 1812 à l'armée de Portugal, celles de 1813 aux armées de Portugal et d'Espagne et celle de 1814 au 6e corps de la Grande Armée et en garnison à Dantzig.

En 1815 il est au 2e corps de la Grande Armée.

En l'an XIV, le régiment se distingue à Ulm, Wertingen, Hollabrunn et Austerlitz, en 1807 aux batailles d'Heilsberg et de Friedland, en 1808 à Vimeiro, Rio-Seco et Gamonal.
- 14 février 1814 : Bataille de Vauchamps

Après l'exil de Napoléon Ier à l'île d'Elbe une ordonnance de Louis XVIII en date du 12 mai 1814 réorganise les corps de l'armée française. Ainsi 15 régiments d'infanterie légère sont renumérotés, et le 2e prend la dénomination de régiment léger de la Reine.

À son retour de l'île d'Elbe, le 1er mars 1815, Napoléon Ier prend, le 20 avril 1815, un décret qui rend aux anciens régiments d'infanterie de ligne les numéros qu'ils avaient perdus.
Après la seconde abdication de l'Empereur, Louis XVIII réorganise de l'armée de manière à rompre avec l'héritage politico-militaire du Premier Empire.
À cet effet une ordonnance du 16 juillet 1815 licencie l'ensemble des unités militaires françaises.

#### Légion des Basses-Alpes (1815-1820)

Carabinier de la légion départementale des Basses-Alpes.

Par ordonnance du 11 août 1815, Louis XVIII crée les légions départementales. La 4e Légion des Basses-Alpes, qui deviendra le 2e régiment d'infanterie légère en 1820, est créée.

### 2erégimentd'infanterie légère (1820-1854)
En 1820 une ordonnance royale de Louis XVIII réorganise les corps de l'armée française en transformant les légions départementales régiments d'infanterie. Ainsi, le 2e régiment d'infanterie légère est formé, avec les bataillons de la légion des Basses-Alpes.
Le 2e régiment d'infanterie légère fait la campagne de 1823 aux 1er et 5e corps de l'armée d'Espagne. Il se distingue, le 16 juin, durant le combat du bois de Pallau et lors de l'affaire sous Tarragone, le 29 septembre suivant.
Le 1er bataillon est rattaché à l'armée d'Afrique. Il fait partie du corps expéditionnaire contre la régence d'Alger et participe à la campagne de 1830. Il se distingue lors de la prise de la position de Sidi-Ferruch le 14 juin, à la bataille de Staoueli 5 jours plus tard et aux combats de Dely-Ibrahim le 24 du même mois et de Sidi Khalef le 29 juin. Il est ensuite au siège et à la prise d'Alger du 30 juin au 5 juillet 1830.
Une ordonnance du 6 septembre 1830 créé le 3e bataillon du 2e léger.
En 1833 et 1834, les 1er et 2e bataillons du régiment sont affectés à la division des Pyrénées-Orientales.
De 1835 à 1840 le régiment est de nouveau est rattaché à l'armée d'Afrique. Il est présent, les 1er et 3 décembre 1835, aux combats sur le Sig et du bois de l'Habrach. En janvier et février 1836 il participe à l'expédition de Tlemcen et à l'expédition de Constantine en novembre de la même année. Le 3e bataillon, placé à l'arrière-garde, soutint vaillamment la retraite de l'armée devant cette place. Le 26 mai 1837 il s'illustre lors de la défense du poste de Boudouaou puis en octobre, le 1er bataillon fait partie de la 2e expédition sur Constantine. En octobre et novembre 1839, le régiment participe à l'expédition des Bibans puis au combat d'Oued-Lalleg, le 31 décembre de la même année. En 1840, il est à la pointe de l'attaque et de la prise du col de Mouzaïa, et aux premier et deuxième combat du bois des Oliviers, les 12 et 20 mai et 15 juin 1840. Des bataillons détachés et quelques détachements du 2e léger se sont fait remarquer, de 1835 à 1840, dans des affaires partielles contre les Arabes. 
En 1848 et 1849, il est affecté à l'armée des Alpes.
Le décret du 24 octobre 1854 réorganise les régiments d'infanterie légère les corps de l'armée française. À cet effet le 2e régiment d'infanterie légère prend le numéro 77 et devient le 77e régiment d'infanterie de ligne.

## Personnalités ayant servi au sein du régiment
- André-Philippe Corsin (1773-1854), colonel « à la suite » du 2e léger, pour prendre rang le 3 juin 1807.
- François Michel Brayer (1788-1848) alors sous-lieutenant
- Étienne Estève (1771-1844) alors lieutenant.
- Jean Paul Adam Schramm (1789-1884) simple soldat;

### Antoine Rameaux
Antoine Simon Rameaux (6 décembre 1768 en Guadeloupe - 1er septembre 1813 à Saint-Jean-de-Luz) fait ses premières armes en 1789 au Dragons de la Milice de Marie-Galante.
 En 1793, il est capitaine au 1er bataillon de Paris pour la Vendée. En 1799, il combat avec l'armée d'Italie puis embarque en 1804 et combat sur mer durant 1 an. Décoré de la Légion d'honneur il devient, en 1806, chef de bataillon au 9e régiment d'infanterie légère. Blessé, en 1807, aux batailles de Mohrungen et de Friedland il est réformé. En 1809, il reprend du service en tant major au 32e régiment d'infanterie légère puis il est promu colonel en second à la 3e demi-brigade provisoire. En 1810 il est nommé chevalier de l'Empire et colonel au 2e régiment d'infanterie légère. Devenu officier de la Légion d'honneur il est blessé, en 1812, lors de la bataille de Saldana puis mortellement blessé dans les combats autour de Saint-Jean-de-Luz, succombant le 1er septembre 1813.